# An Evening with the Allman Brothers Band: 2nd Set
An Evening with the Allman Brothers Band: 2nd Set è un album dal vivo del gruppo musicale statunitense The Allman Brothers Band, pubblicato nel 1995.

## Tracce
1. Sailin' 'Cross the Devil's Sea (Gregg Allman, Warren Haynes, Allen Woody, Jack Pearson) – 4:49
2. You Don't Love Me (Willie Cobbs) – 6:36
3. Soulshine (Warren Haynes) – 6:42
4. Back Where It All Begins (Dickey Betts) – 12:32
5. In Memory of Elizabeth Reed (Dickey Betts) – 10:15
6. The Same Thing (Willie Dixon) – 8:22
7. No One to Run With (Dickey Betts, John Prestia) – 6:29
8. Jessica (Dickey Betts) – 16:09

## Formazione
- Gregg Allman – organo Hammond, chitarra, voce
- Dickey Betts – chitarra, voce
- Jaimoe – batteria, percussioni, cori
- Butch Trucks – batteria, timpani, cori
- Warren Haynes – chitarra, slide guitar, voce, cori
- Allen Woody – basso, cori
- Marc Quinones – percussioni